# Frontal Communication
Frontal Communication este una dintre cei mai importante companii românești de integrare de sisteme IT,
înființată în anul 1994
Număr de angajați în 2011: 28
Cifra de afaceri:
- 2010: 21,7 milioane euro[4]
- 2009: 11,7 milioane euro[4]
- 2008: 13,8 milioane euro[1]